# Portul Tulcea

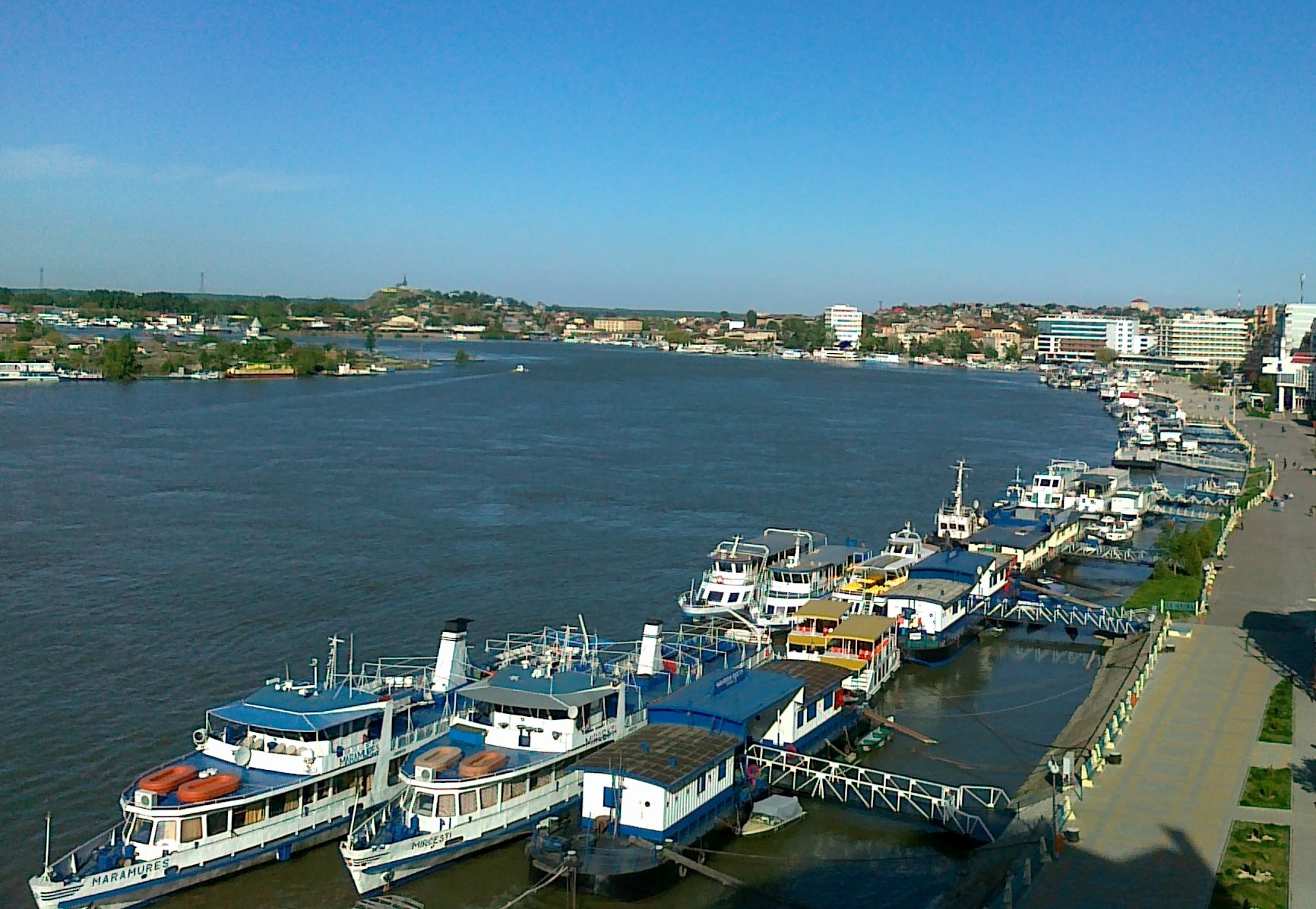
Portul comercial Tulcea

Portul Tulcea este unul dintre cele mai mari și importante porturi fluviale românești. Situat în orașul Tulcea pe malul drept al Dunării, între kilometrii 70 și 73,5, cuprinzând sectorul industrial și cel comercial, portul este o sursă importantă de venituri pentru oraș, deoarece multe companii internaționale mari își desfășoară activitatea aici.
Portul Tulcea are cheiuri operaționale verticale în lungime de 330 de metri și pereate în lungime de 2225 m. Portul are terminal Ro-Ro fluvial pe relația Tulcea – Reni și retur.
Portul industrial din Tulcea este situat la km 73,5 pe Dunăre, fiind construit începând cu anul 1974, în scopul de a asigura materiile prime necesare pentru platforma metalurgică din Tulcea. Principalele activități ale portului industrial sunt: 
- descărcarea materiile prime importate ca mangan, calcar, cuarțit, bauxită, crom, fier și cocs de pe navele maritime;
- descărcarea produselor de balast de carieră din barje;
- încărcarea materiilor prime exportate ca feroaliaje, fier vechi și alumină.

Portul comercial din Tulcea este destinat traficului de pasageri și servește în întregime zona Deltei Dunării.